# Bikini Karate Babes
A Bikini Karate Babes egy digitalizált kétdimenziós verekedős játék amit a Creative Edge Studios fejlesztett, és 2002-ben adott ki. A játékban tizenkilenc női harcos van, mindegyik bikinibe öltözve, és mindegyiküket valódi színésznők játszották el.

## Játékmenet
A játék a többi kétdimenziós verekedős játékokhoz, mint például a Street Fighter: The Movie vagy a Mortal Kombat hasonlítható. A játék kezdetekor a játékos nyolc harcos közül választhat, de további tizenegyet meg is nyithat. Mindegyik szereplő neve egy mitológiai istennőről kapta a nevét. Mindegyik szereplőnek egy sor mozdulata és kombója van, amiket az iránynyíl gombok és a három támadó gomb; az ütés, a rúgás és a speciális gombok segítségével lehet kivitelezni. A speciális gomb egyedüli lenyomása egy megragadó mozdulatot eredményez, ami ellentétben a többi verekedős játékkal az ellenféltől függ, hogy milyen.
Mindegyik karakternek egy sor harcművészeti mozdulata van, köztük egy megragadó mozdulattal és egy misztikus mozdulattal, ami lehet lövedékek kilövése, láthatatlanság vagy teleportáció. Ilyen például Thalia csiklandozó megragadása, Lucina misztikus mozdulata; amiben lejjebb húzza a bikini felsőjét és egy lézersugarat lő ki a melleiből, Zaria megragadó mozdulata; amiben megfordítja az ellenfelét és a fenekével ellöki azt magától vagy Venus megragadó mozdulata amiben letépi az ellenfeléről a bikini felsőjét, aki képtelen lesz emiatt harcolni. Több másik mozdulatnál a harcos leveszi a bikini felsőjét vagy alsóját, de a mezítelen részek mindig ki vannak takarva valamelyest (Lucina fentebb említett mozdulatánál a lézersugár takarja ki); a játékban soha nem látható teljes meztelenség.

## Fejlesztés
A Bikini Karate Babes-et azért hozták létre, hogy „kigúnyolja napjaink verekedős játékait”. Ezzel azokra a verekedős játékokra céloznak amelyekben a nőkön alig van ruha, míg a férfi szereplők teljes páncélzatban vannak.
A megragadási mozdulatokat mindkét karakterrel együtt vették fel, ezzel összesen 342 egyedi jelenetet filmeztek le.

## Fogadtatás
A játék ugyan generált média figyelmet, de szinte csak negatívat. Az IGN videójáték weboldal 1,5/10 ponttal értékelte a játékot. A Creative Edge Studios azt állította, hogy a Bikini Karate Babes-ből sok példány kelt el a negatív sajtó ellenére is. Magyarországon az 576 KByte magazin tesztelte a 2002 novemberi (138.) lapszámában; Fábián Balázs szerint a játék „kifejezetten ronda” digitalizált lányainak felbontása a 16 gombos kvarcórájának képi minőségével vetekszik, emellett még szidta a midi zenéket és a „szánalmasan bugyuta ellenfeleket”. Magyarországon freddyD tette ismertté a játékot, mikor bemutatta a Rossz PC Játékok Sorozatban.